# Vierkante meter
Een vierkante meter, symbool m², is een oppervlaktemaat in het SI-stelsel. Een vierkante meter is gelijk aan de oppervlakte van een vierkant met zijden van 1 meter.
- 1 vierkante meter is gelijk aan 1.000.000 vierkante millimeter.
- 1 vierkante meter is gelijk aan 10.000 vierkante centimeter.
- 1 vierkante meter is gelijk aan 100 vierkante decimeter.
- 1 are is gelijk aan 100 vierkante meter.
- 1 hectare is gelijk aan 10.000 vierkante meter.
- 1 vierkante kilometer is gelijk aan 1.000.000 vierkante meter.